# 格羅斯蒙特的亨利
格羅斯蒙特的亨利（英語：Henry of Grosmont，約1310年—1361年3月23日），第一代蘭開斯特公爵、第四代萊斯特與蘭開斯特伯爵與德比伯爵KG。是英格蘭金雀花王朝的成員，也是一名有才幹的外交官、政治家與軍人。在世時是英國內最富裕且最有權威的貴族。在百年戰爭初期成為最受英王愛德華三世信賴的將領，並且在1345年的加斯科涅戰役中大展身手擊潰法軍。他也是1348年嘉德騎士團成立時的創始成員之一，並在1358年受封為蘭開斯特公爵。他自學寫作並完成《聖藥之書》（Livre de seyntz medicines）這一部宗教醫學論著，並且是1352年成立的劍橋大學基督聖體學院的創辦人與贊助者之一。

## 家世背景
格羅斯蒙特的亨利是第三代蘭開斯特伯爵亨利與莫德·可沃斯之子。曾祖父是英王亨利三世，愛德華一世為其伯公，因此他與愛德華三世是遠親關係。
他的叔叔第二代蘭開斯特伯爵托馬斯與林肯伯爵之女兼繼承人結婚，因此成為了英格蘭最富裕的貴族。然而托馬斯跟堂弟英王愛德華二世之間的爭執導致他在1322年被處決。由於托馬斯膝下無子，因此財產與爵位由弟弟第三代蘭開斯特伯爵亨利繼承。蘭開斯特的亨利在1327年贊同廢黜愛德華二世，但沒有受到攝政伊莎貝拉王后與情夫羅傑·莫蒂默的歡迎。直到1330年愛德華三世掌政後他才恢復和國王的關係。然而當時蘭開斯特的亨利已經失明，且健康狀況不佳。

## 早年
格羅斯蒙特的亨利大約出生在1310年，出生地是威爾斯蒙茅斯郡的格羅斯蒙特城堡。關於他的童年少有紀錄，但根據他的自述，他擅長武藝更勝於學科知識，一直到成年後才學會閱讀。

## 騎士生涯
1330年，他大約20歲時受封成為騎士，並在議會中代表父親。1331年，他參加倫敦市齊普賽街的比武大會，2年後加入愛德華三世對蘇格蘭的戰爭，然而並不確定他是否有參與哈利頓山戰役的大捷。在蘇格蘭邊陲服役一段時間後，愛德華三世在1336年指派他為國王在蘇格蘭的副官。隔年愛德華三世晉升六名貴族的地位，他也是其中之一，並追封給他原屬父親的德比伯爵。

## 百年戰爭
1337年英法百年戰爭的爆發，使他的軍事生涯從蘇格蘭轉移到法蘭西。格羅斯蒙特的亨利多次被賦予外交任務並參與數場小戰役，並在1340年參與了斯勒伊斯海戰的勝利。同年稍晚，愛德華三世由於在低地國家積欠大量債務，因此將亨利留作人質，直到隔年他花大筆財產將自己贖回。回歸英格蘭後，國王再度任命他為北方副官，在羅克斯堡停留到1342年。隔年，他被派往低地國家、卡斯提爾與亞維儂進行外交協商。
1345年，愛德華三世計畫對法蘭西發動大規模入侵。他準備了三條進攻路線：由北安普頓伯爵進攻布列塔尼、愛德華親征法蘭德斯、亨利則被任命為阿基坦副官準備發動加斯科涅戰役。他在這場戰役中取得豐碩戰果，尤其是在10月21日的歐貝羅什戰役中，他以寡擊眾擊敗路易·德·普瓦捷與貝特朗·德·利勒，這也被稱作是他的軍事生涯中最偉大的勝利。他靠著戰俘賺取約£50,000的贖金。隔年，愛德華三世在諾曼第發動騎行劫掠行動，於克雷西會戰大敗法軍的同時，亨利對普瓦捷發動圍城並成功佔領，在1347年凱旋歸國。

## 受封公爵

蘭開斯特伯爵與其繼承者的徽章

1345年，第三代蘭開斯特伯爵亨利逝世，格羅斯蒙特的亨利在法蘭西繼承蘭開斯特伯爵，成為英格蘭最富裕且最有權威的貴族。1347年的加萊圍城戰結束後，愛德華三世給予亨利成為嘉德騎士團創始成員的榮譽。1348年，叔母艾利絲·德·拉希女伯爵逝世，她在托馬斯被處決後所保有的資產託付給格羅斯蒙特的亨利，包含博靈布羅克城堡與榮譽。1351年，愛德華三世更進一步晉升亨利的地位，將蘭開斯的伯爵的頭銜提升為蘭開斯特公爵。在當時的英格蘭，公爵是非常新穎的頭銜，在亨利之前只有黑太子愛德華所受封的康沃爾公爵這一公爵爵位存在。
更進一步，公國所屬的蘭開郡被賦予御准特權（palatinate powers），使其在行政權上獨立於王室。這在英格蘭史上是罕見的特例，歷史上僅存在過另外兩個御准特權郡：古老的主教特權郡達拉謨，以及王室掌控的切斯特郡。
從愛德華三世給予諸多特權，可見他對格羅斯蒙特的亨利的重視。兩人為遠房親戚，曾祖父皆是英王亨利三世，且兩人年齡相仿（愛德華三世出生於1312年），自然可推測兩人有強烈的友誼關係。另一個影響愛德華決定的原因可能是亨利無男性繼承人，所以賦予的特權僅限於亨利此生，不會被繼承。

### 更多成就
1350年代，蘭開斯特公爵間歇性的參與對法戰爭與和平談判。1350年他參加溫奇爾西海戰大敗卡斯提爾艦隊，據說他救了愛德華三世的兩個兒子：黑太子與岡特的約翰一命。1351到52年間，他前往普魯士參加北方十字軍，期間他與布倫瑞克公爵奧圖產生爭執，差點演變成兩人決鬥，好在有法王約翰二世居中調停。1350年代後半，他回歸對法戰爭，參與1356年諾曼第的騎行劫掠行動（chevauchée）與1358年的雷恩圍城後，他又參加百年戰爭第一階段最後一次的大規模軍事行動：1359到1360年的蘭斯戰役。接著他被任命為布勒丁尼條約的主要談判人，在這條約中英格蘭獲得包含割讓大量領土等許多有利條款。

## 逝世
1360年11月，格羅斯蒙特的亨利返回英格蘭，在隔年初生病，並於1361年3月23日於萊斯特城堡逝世。病因可能是該年於英格蘭發生的第二波黑死病。他被葬於萊斯特的紐瓦克城堡聖母瑪利亞領報堂，該教堂建於其父親創辦的慈善醫院（紐瓦克城堡）旁邊，格羅斯蒙特的亨利早先也將其父親重新安葬於此。

## 婚姻與子嗣
1330年格羅斯蒙特的亨利和亨利·德·博蒙特的女兒伊莎貝拉成婚，兩人育有兩名女兒，無男性子嗣。
- 長女：蘭開斯特的莫德（英语：Maud, Countess of Leicester）（1340年4月4日─1362年4月10日），與巴伐利亞公爵威廉一世成婚。
- 次女：蘭開斯特的布蘭奇（1345/1347年3月25日─1368年9月12日），與愛德華三世的三子岡特的約翰成婚。岡特的約翰繼承蘭開斯特的財產與公爵爵位。但一直到1377年愛德華三世將逝之時，岡特的約翰才成功取回蘭開郡的御准特權。1399年布蘭雪的兒子博靈布羅克的亨利篡奪王位，成為英王亨利四世。廣大的蘭開斯特資產，包含博靈布羅克男爵領與鮑蘭德男爵領被蘭開斯特公國兼併[19]。公國的行政中心維持在亨利四世的出生地博靈布羅克城堡。

## 人物形象
蘭開斯特公爵的人物形象主要來自於同輩的回憶以及他的著作《聖藥之書》（Livre de seyntz medicines），這是一本關於宗教與虔信的自傳文，該書也具有歷史價值。在他44歲（1354年）寫作此書時似乎患有痛風。此書主要是一部信仰作品，內文提到亨利自稱擁有的七傷，象徵七原罪。蘭開斯特公爵為他的原罪懺悔，根據神學象徵介紹多種真實與迷信的醫學療法，並叮囑讀者維持高道德品行。